# フェルガナサウルス
フェルガナサウルス (Ferganasaurus) は、真竜脚類に属する恐竜。現在のアジア、ジュラ紀中期カロビアン（約1億6000万年前）に生息していた。名は「フェルガナのトカゲ」を意味する。タイプ種はFerganasaurus verziliniで、Vladimir AlifanovとAlexander Averianov により2003年に記載された。化石は1966年中央アジア、キルギスのフェルガナ盆地のバラバンサイ累層で発見された。ロエトサウルスに似た竜脚類であり、体長19メートル程度とされる。化石は頭部より後の部分骨格で、各肢2本の長い爪が特徴的である。他のこの属の特徴としてスプーン状の歯を持ち、アフリカの竜脚類ジョバリアと似ていた系統関係では、より派生的な竜脚類である新竜脚類の直前に配置される。